# Ырешаёль
Ырешаёль (Крутаёль) — река в России, протекает через Усть-Куломский район Республики Коми. Устье реки находится в 84 км по правому берегу реки Воль. Длина реки составляет 11 км.

## Данные водного реестра
По данным государственного водного реестра России относится к Двинско-Печорскому бассейновому округу, водохозяйственный участок реки — Вычегда от истока до города Сыктывкар, речной подбассейн реки — Вычегда. Речной бассейн реки — Северная Двина.
Код объекта в государственном водном реестре — 03020200112103000013919.